# Honda Accord
A Honda Accord egy középkategóriás családi autó, amelyet a japán Honda Motor Company, Limited készít 1976 óta. Összesen 10 generációja van.

## Története
Az elmúlt 42 év alatt több mint 12 800 000 darab Accordot gyártott a Honda, amellyel ez az autó a Toyota Corolla, a Mercedes-Benz E osztály, a Volkswagen Bogár, a Honda Civic, a Volkswagen Golf, és a Renault Clio platformjaira épülő járművek után a hetedik legnagyobb darabszámban eladott az egész világon. Az Accordot több mint 160 országban értékesítik, így ez idő alatt a világ csaknem minden szegletébe eljutott. Népszerűsége a mai napig töretlen. Ezzel az értékkel tehát a Civic után az Accordot tartják a márka második legnépszerűbb autómodelljének.

## Az első generáció (1976–1981)

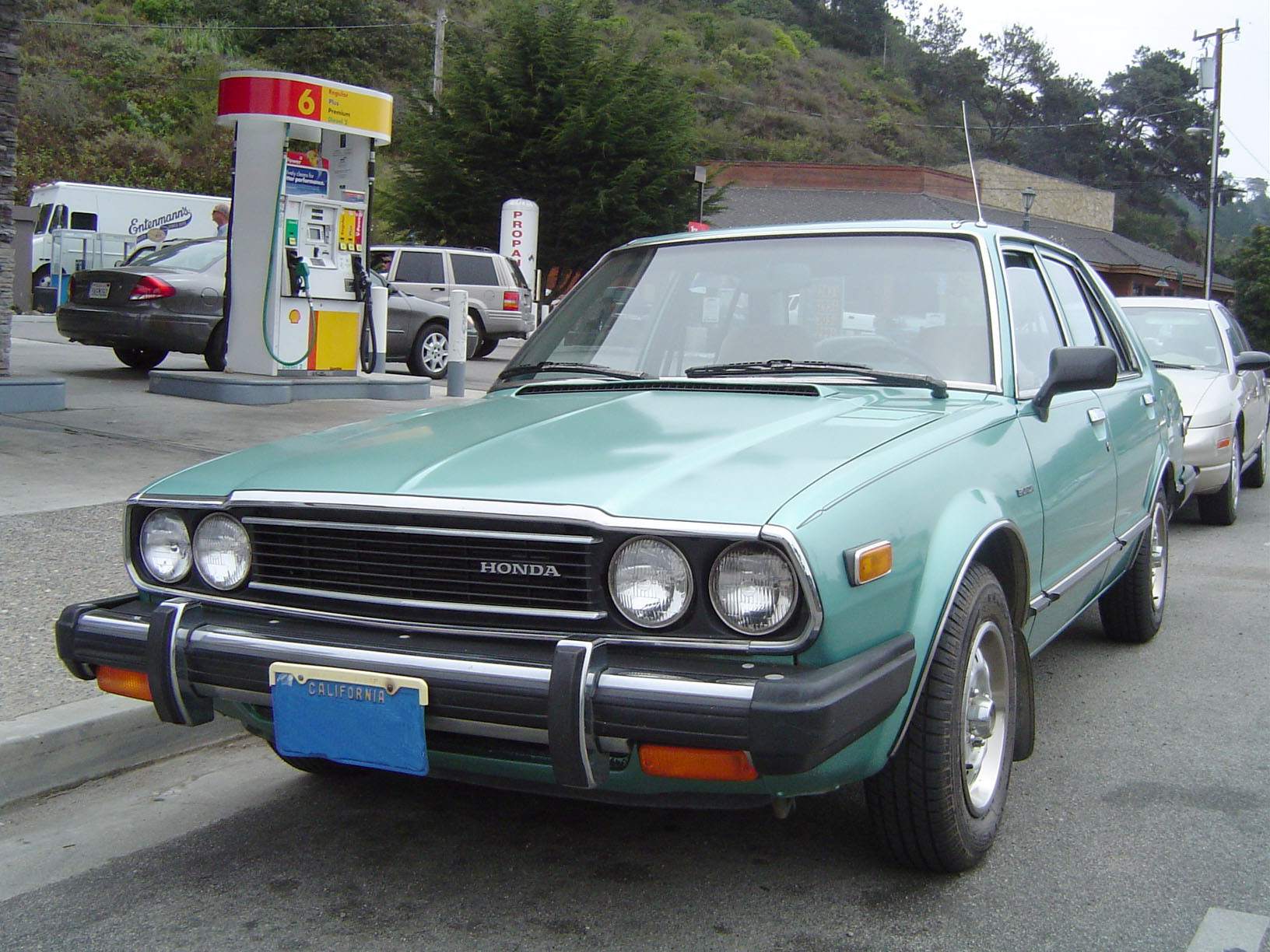
Honda Accord 1976–1981

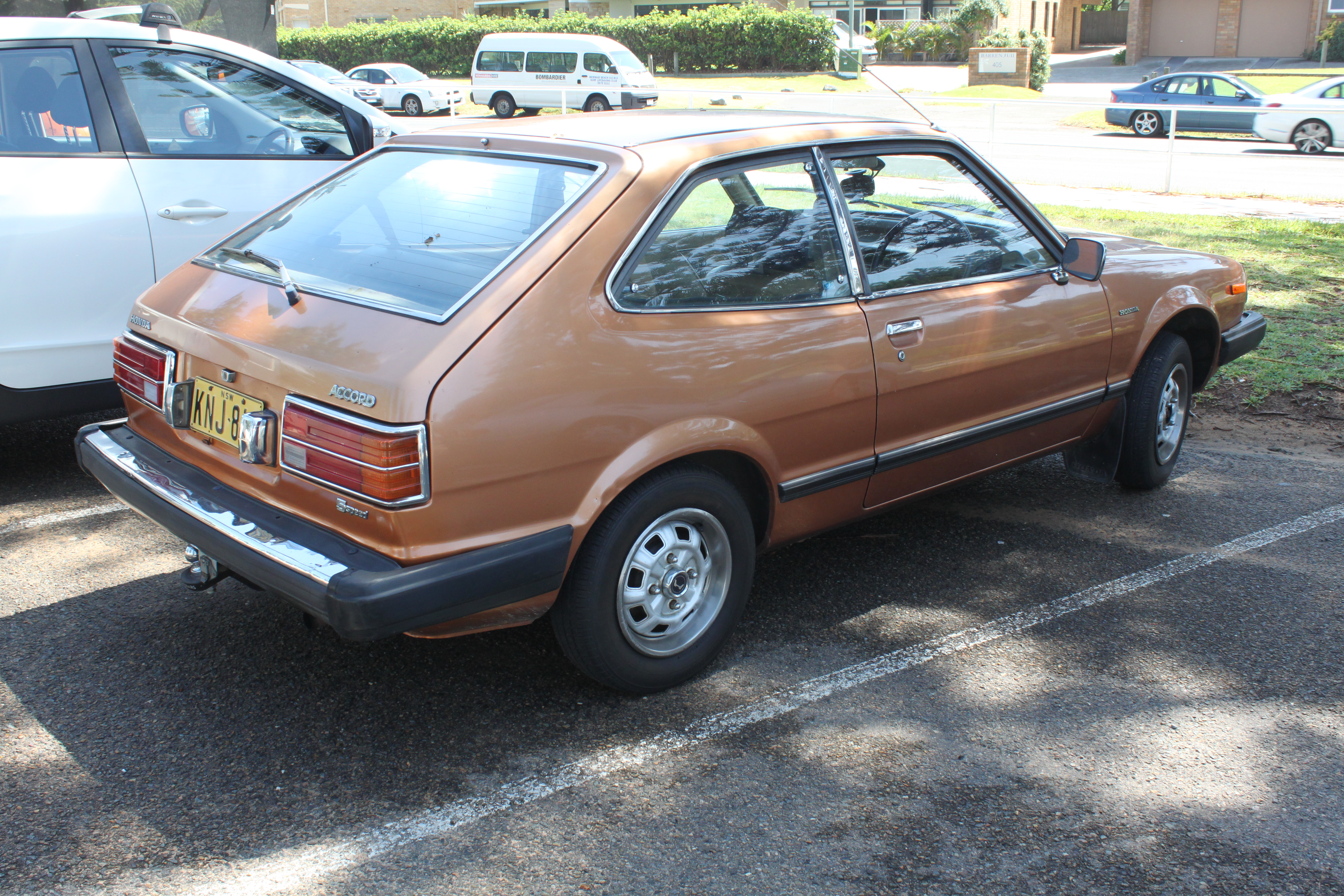
Honda Accord 1976–1981

1976-ban jelent meg a piacon a háromajtós Honda Accord, és egyből óriási sikert aratott. Ekkorra a Honda, mint a kis fogyasztású, minőségi kategóriájú, élvezetes vezetést nyújtó autógyártó élt a köztudatban. A Civic által kikövezett úton haladva az Accord immár egy méretosztállyal feljebb is megfelelt a kor aktuális kritériumainak, ráadásul igen magas színvonalon. Mindeközben nagyobb lett az utastere és a teljesítménye, a stílusa, megjelenése még jellegzetesebb lett. Üzemeltetése sokkal gazdaságosabb volt mint a kategóriatársaké, és nem utolsósorban a megbízhatóság terén is nagyot lépett előre. Az 1970-es évek közepén az Accord által kínált extra-felszerelések akkoriban még valóban különlegességnek számítottak: a törlő-, mosóberendezéssel is ellátott, fűthető hátsó szélvédő vagy a kazettás magnóval felszerelt rádió egyáltalán nem volt még mindennapos. 1978-tól pedig már bőr üléshuzatot és légkondicionáló berendezést is lehetett az Accordhoz rendelni. Még az első generáció idején, 1979-ben mutatták be a négyajtós, lépcsőshátú kivitelt, amelyhez már 1,8 literes, 72 lóerős motort is lehetett választani, akár szervokormánnyal is. A modell utolsó évében, 1981-ben valódi luxuskiegészítőkkel bővült a felszereltségi lista: megjelentek az elektromos ablakemelők, a központ ajtózár, és a magnóval kombinált sztereó rádió.

## A második generáció (1981–1986)

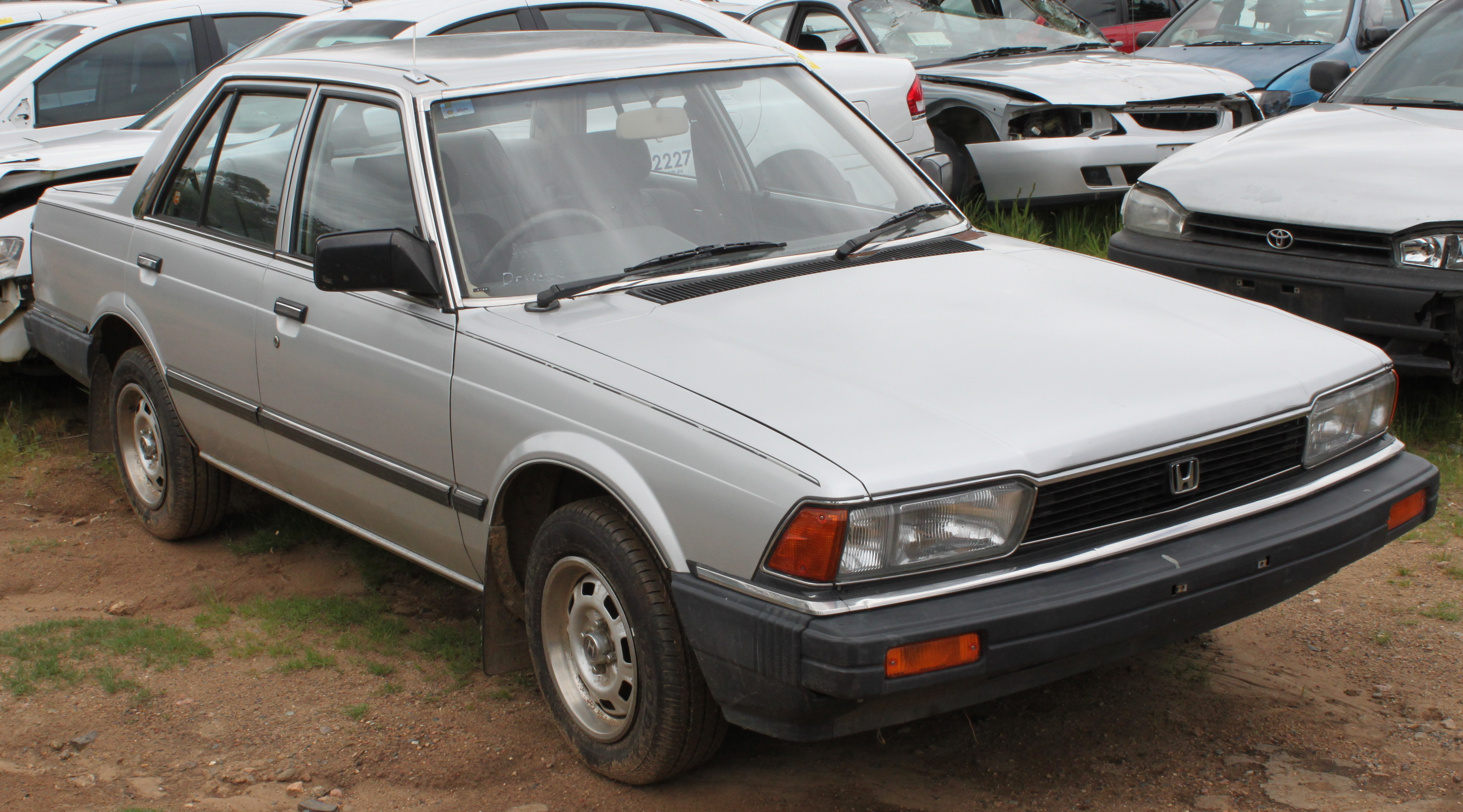
Honda Accord 1981–1986

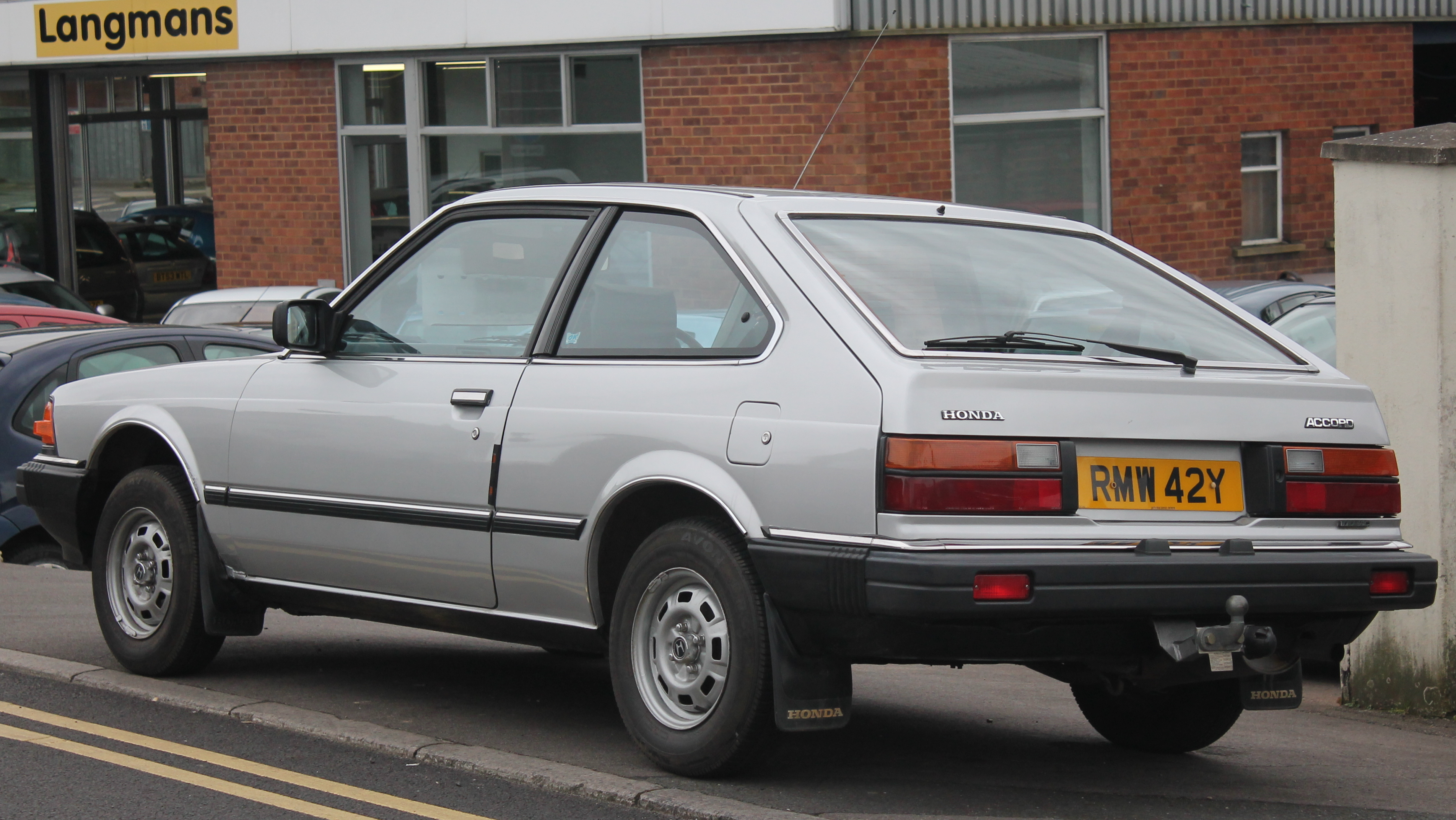
Honda Accord 1981–1986

A második generációs Accord 1981-ben mutatkozott be. A tengelytávolság és a hossz növekedésének köszönhetően nagyobb lett a hátsó üléstér és a csomagtartó. Az új kocsiszekrény és a belső kivitelezés tetszetősebbé varázsolta az Accordot, mindeközben minden más maradt a régi. Még ebben az évben megkezdődött a modell amerikai gyártása és forgalmazása. A következő modellévben az erőforrásokat is fejlesztették. Az 1,8 literes motor 11 lóerővel erősebb lett, köszönhetően az új hengerfejnek, valamint az egyes piacokon megjelent a kipufogógázok károsanyag tartalmának csökkentésére a katalizátor. A második generáció lezárásaként 1985-ben piacra került a hajtóanyag-befecskendezéssel ellátott SE-i változat is, ami újabb 24 lóerővel erősebb lett az elődjéhez képest.

## A harmadik generáció (1986–1990)

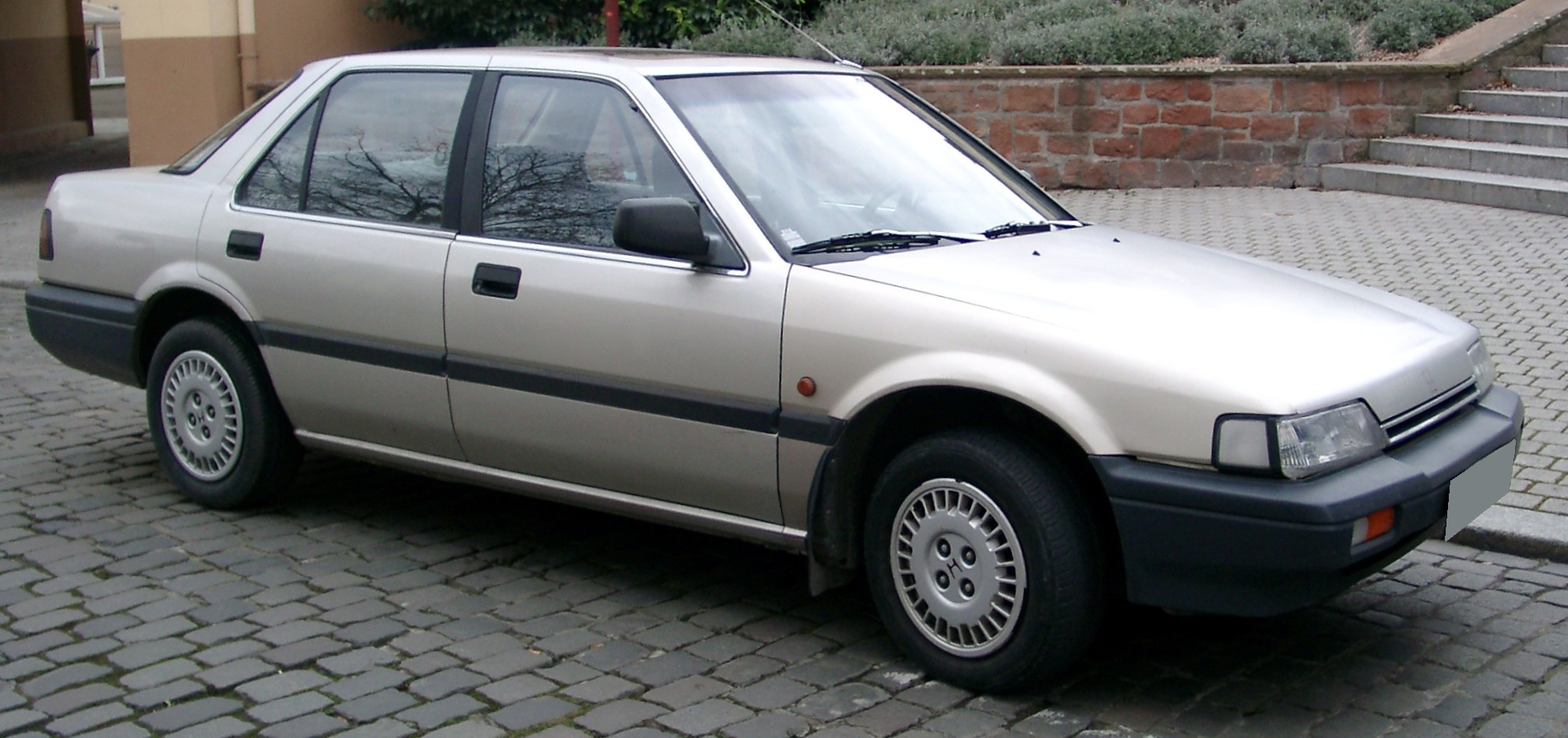
Honda Accord 1986–1990

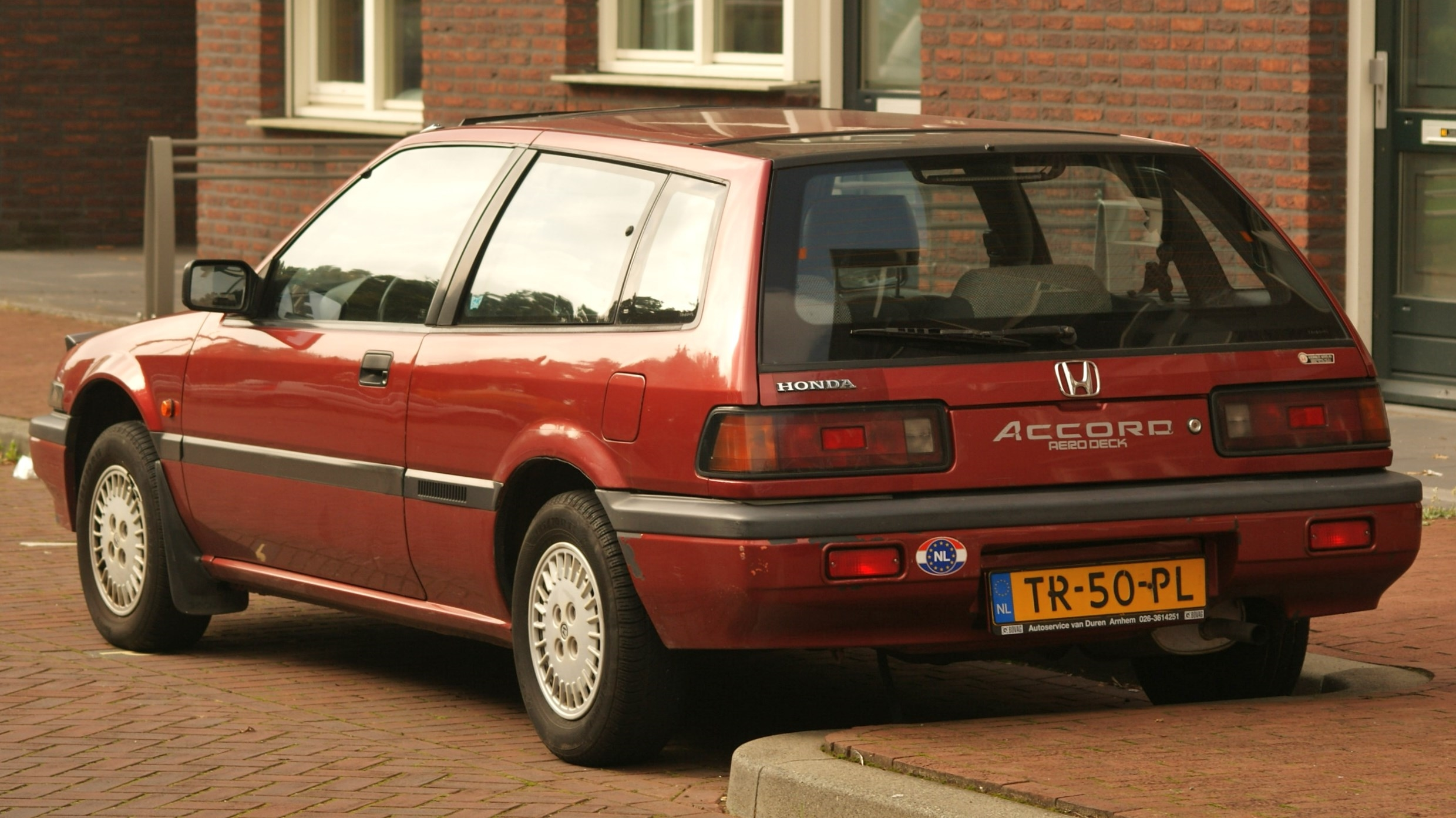
Honda Accord 1986–1990

A következő, harmadik generáció 1986-ban lépett színre. Ebben a Honda tovább növelte a tengelytávolságot, valamint a hosszúságot, amivel együtt járt a tömeg gyarapodása is. A jobb légellenállás – és természetesen a tetszetősebb küllem érdekében – előre bukólámpákat szereltek, amik csak felkapcsolt állapotban növelték a menetellenállást. Ez a megoldás akkoriban és még ma is szokatlan a négyajtós autók körében.

## A negyedik generáció (1990–1994)

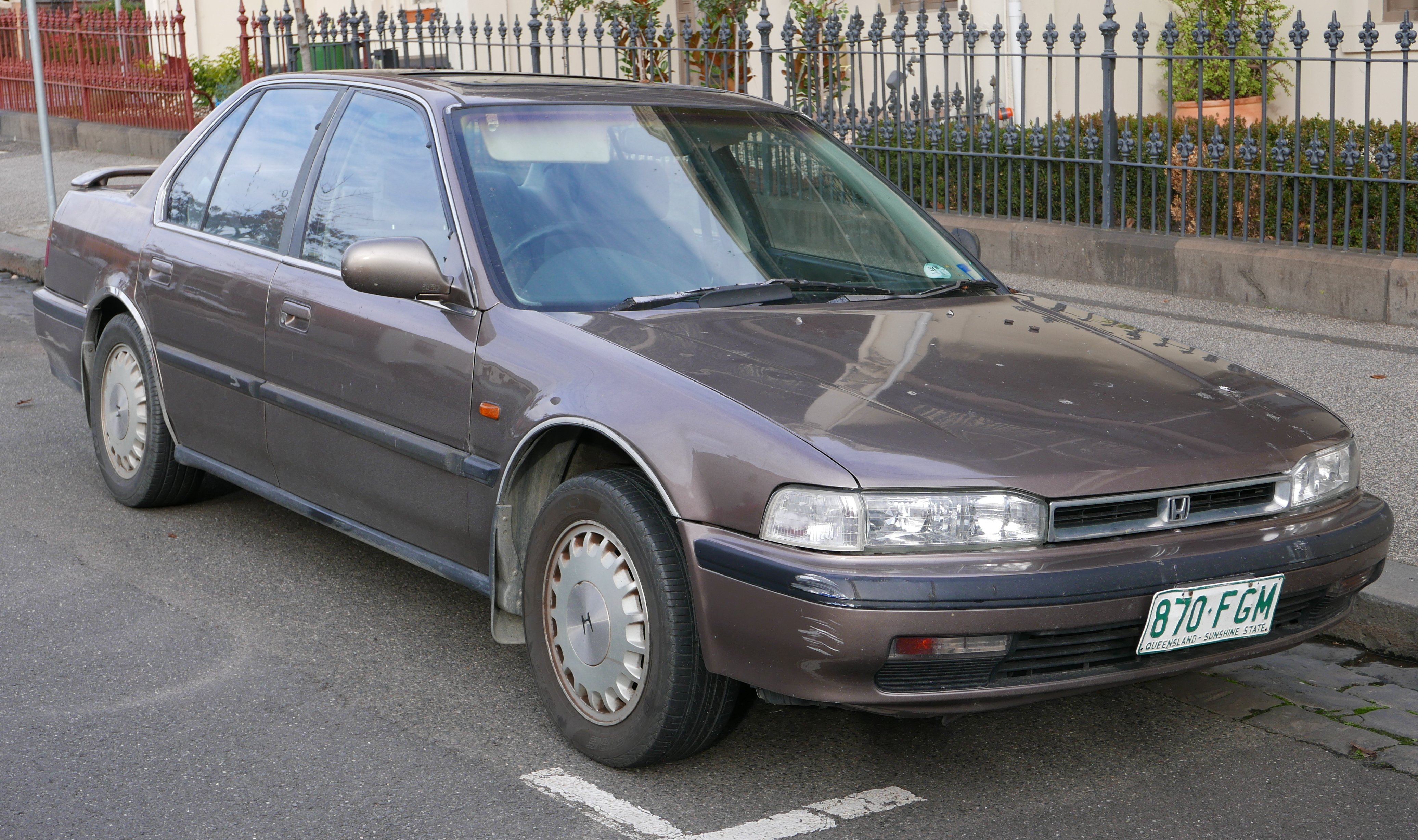
Honda Accord 1990–1994

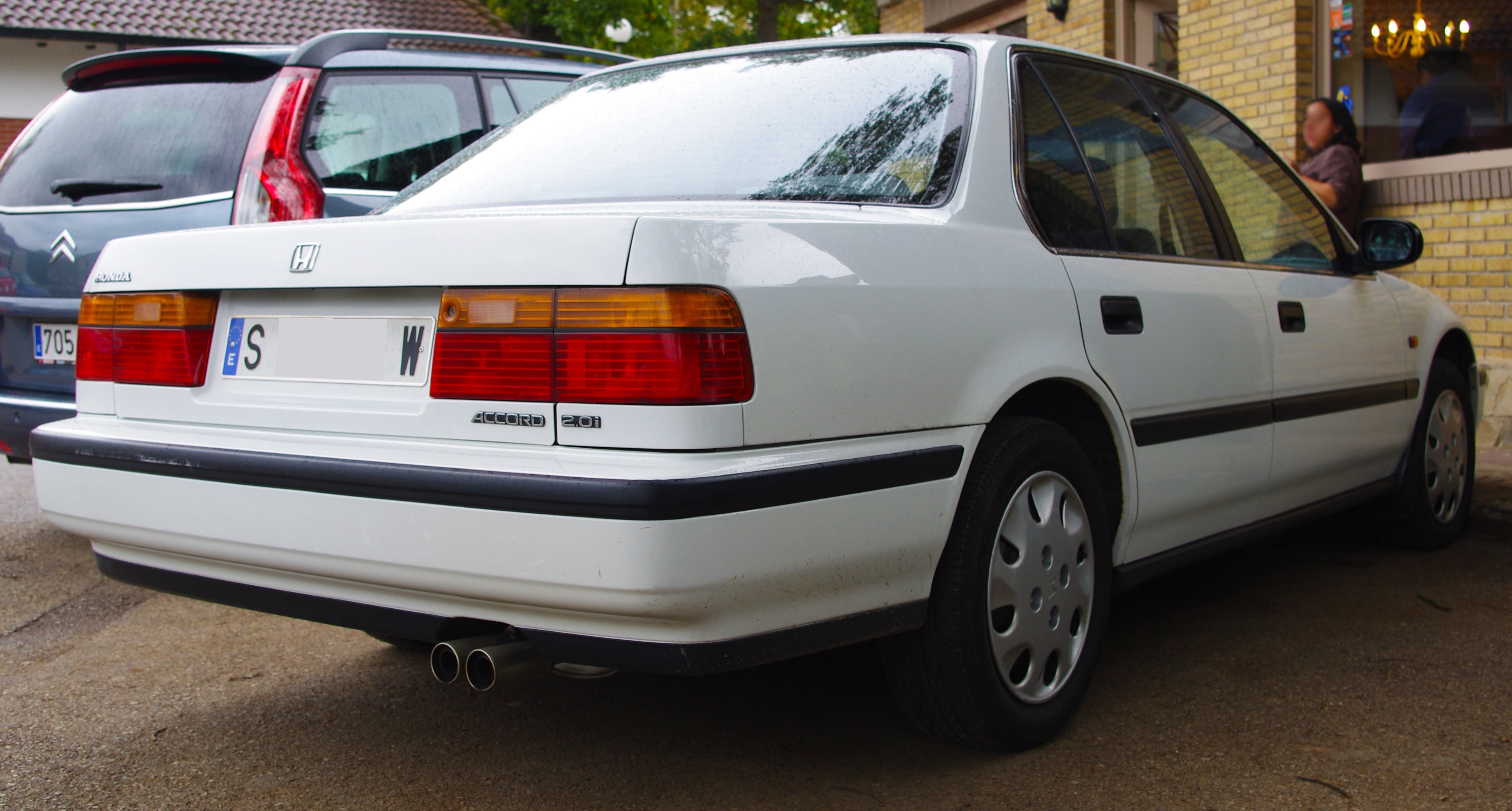
Honda Accord 1990–1994

1990-ben az Accord kívül-belül megújult. Ez már a negyedik generáció, nagyobb, erősebb és még népszerűbb elődeinél. A tengelytávolság ismét nőtt, mint ahogy a súly is. Célarányosan letisztult a vonalvezetés, a holtteret minimalizáló nagy szélvédővel, vékonyka tetőoszloppal. A rendezett és finoman kimunkált megjelenés minden ízében a minőség és a megbízhatóság benyomását keltette. A hajtóanyag-befecskendezés általánossá vált. Az új 2,2 literes motor 125-130 lóerős. Megjelent a kombi karosszéria is a kínálatban, ami még nem lehajtott hátsó ülésekkel is a négyajtós csomagterének több, mint a duplájával bírt. Ebben a sorozatban mutatkozott be a vezető- és utasoldali légzsák, valamint az ABS (blokkolásgátlós fékrendszer) is.

## Az ötödik generáció (1994–1998)

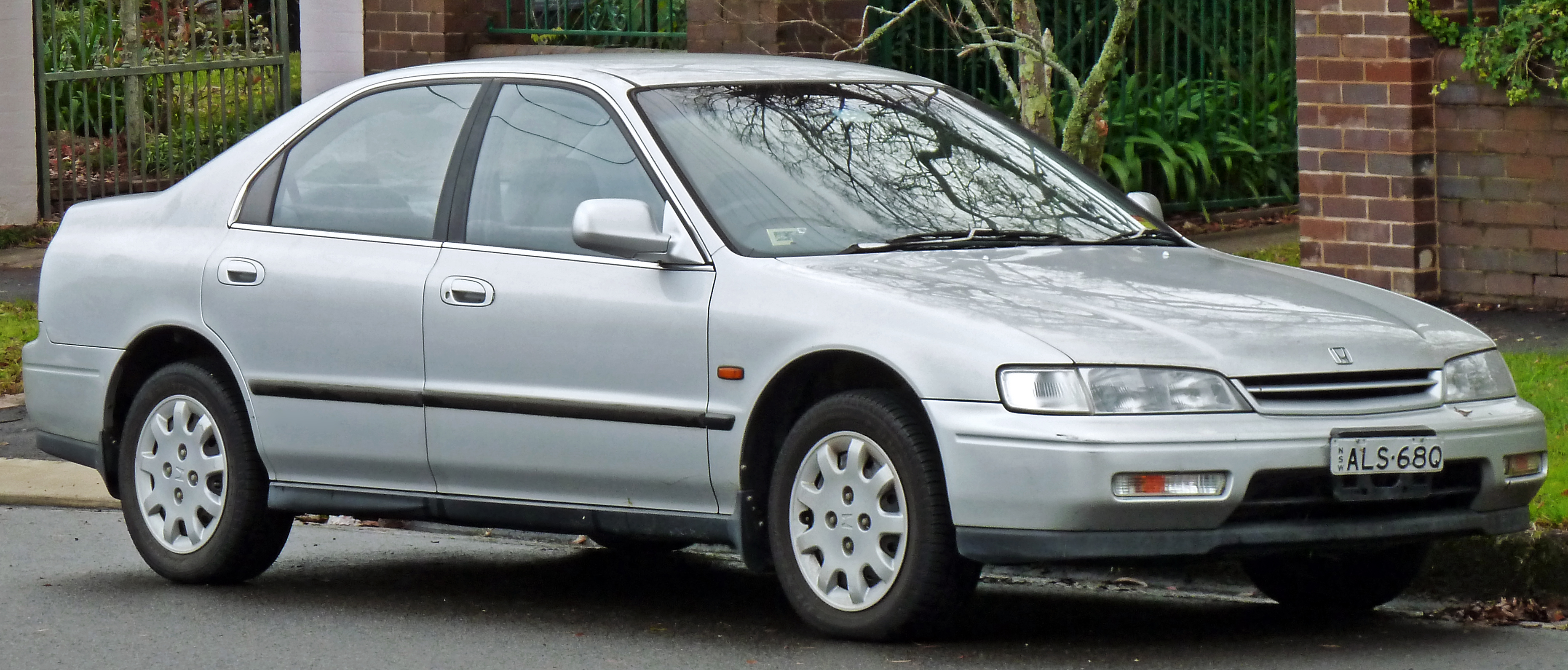
Honda Accord 1994–1998

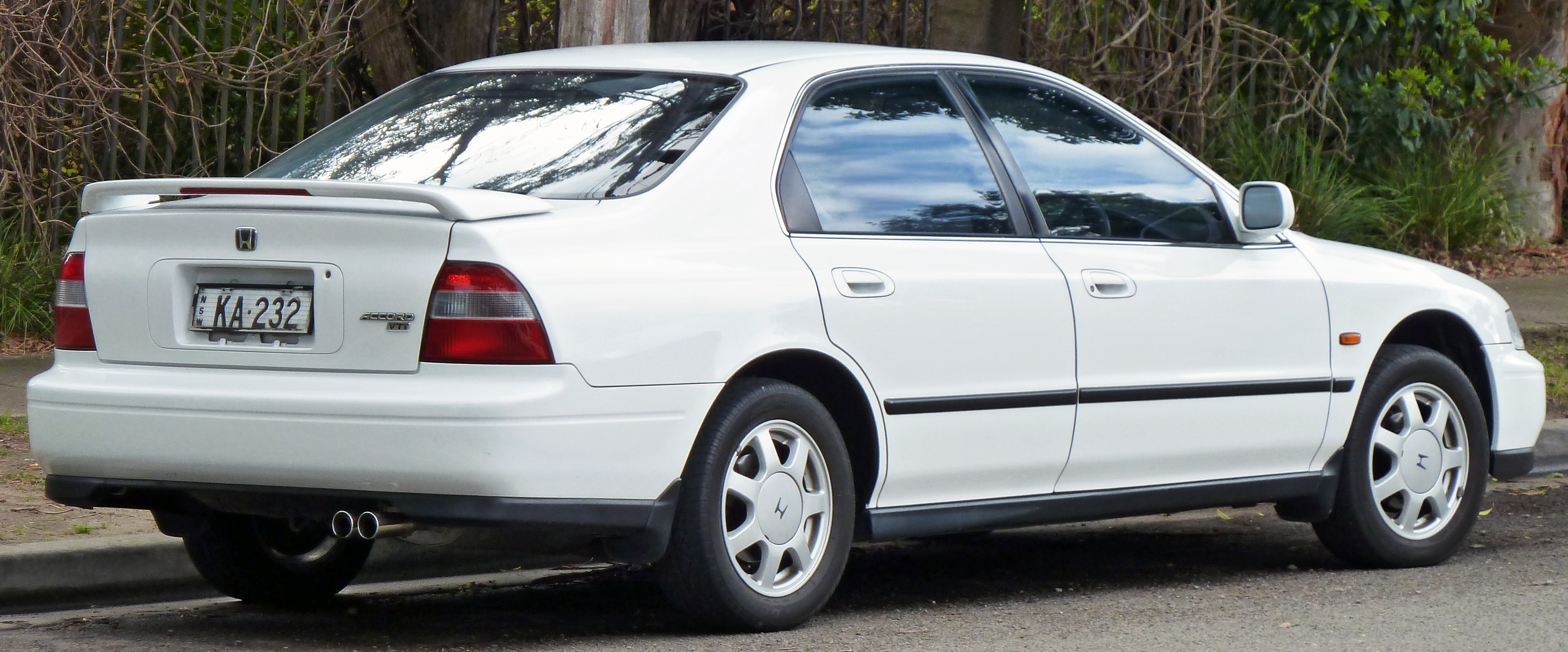
Honda Accord 1994–1998

1994-ben további fejlesztéseket hajtottak végre az Accordon. A motorok teljesítménye ismét megnőtt, az automatikus váltó kifinomultabb lett. A nagyobb biztonságérzet érdekében az első két légzsák és az ABS alaptartozékká váltak. Megjelentek az első VTEC-erőforrások is az Accordban, amivel a teljesítmény és a gazdaságos üzemeltetés közötti látszólagos ellentmondást oldotta fel a Honda.

## A hatodik generáció (1998–2002)

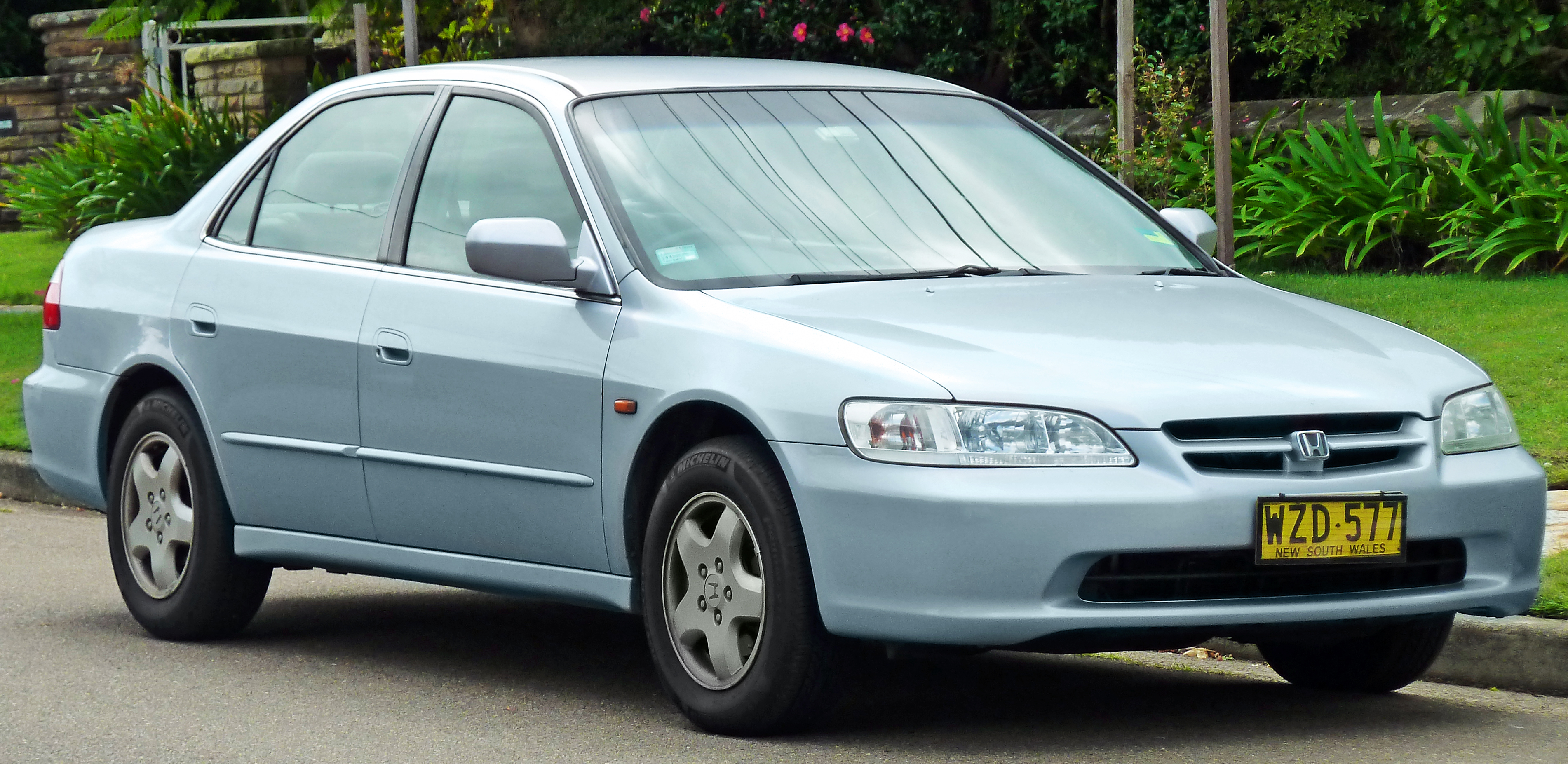
Honda Accord (Ausztrália)

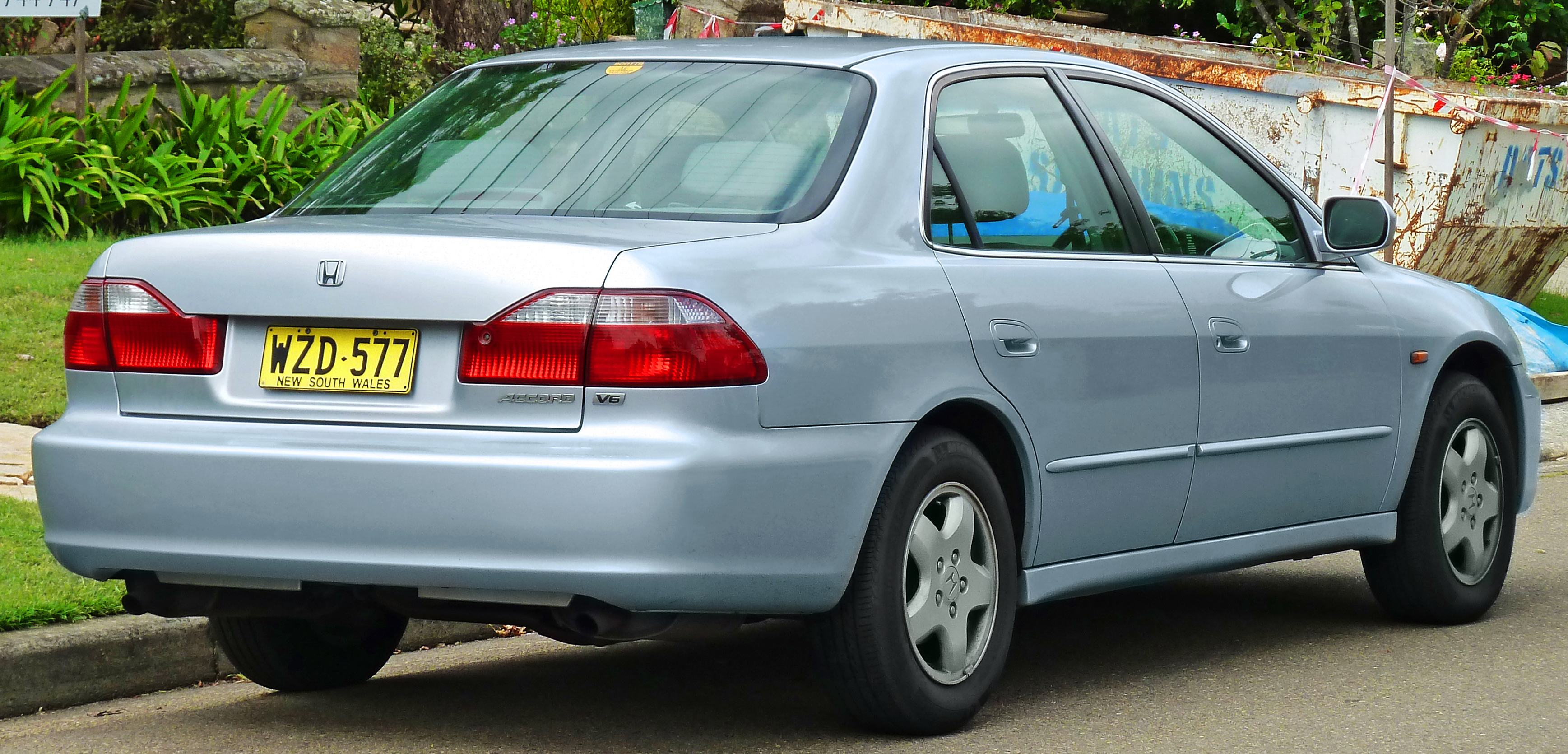
Honda Accord (Ausztrália)

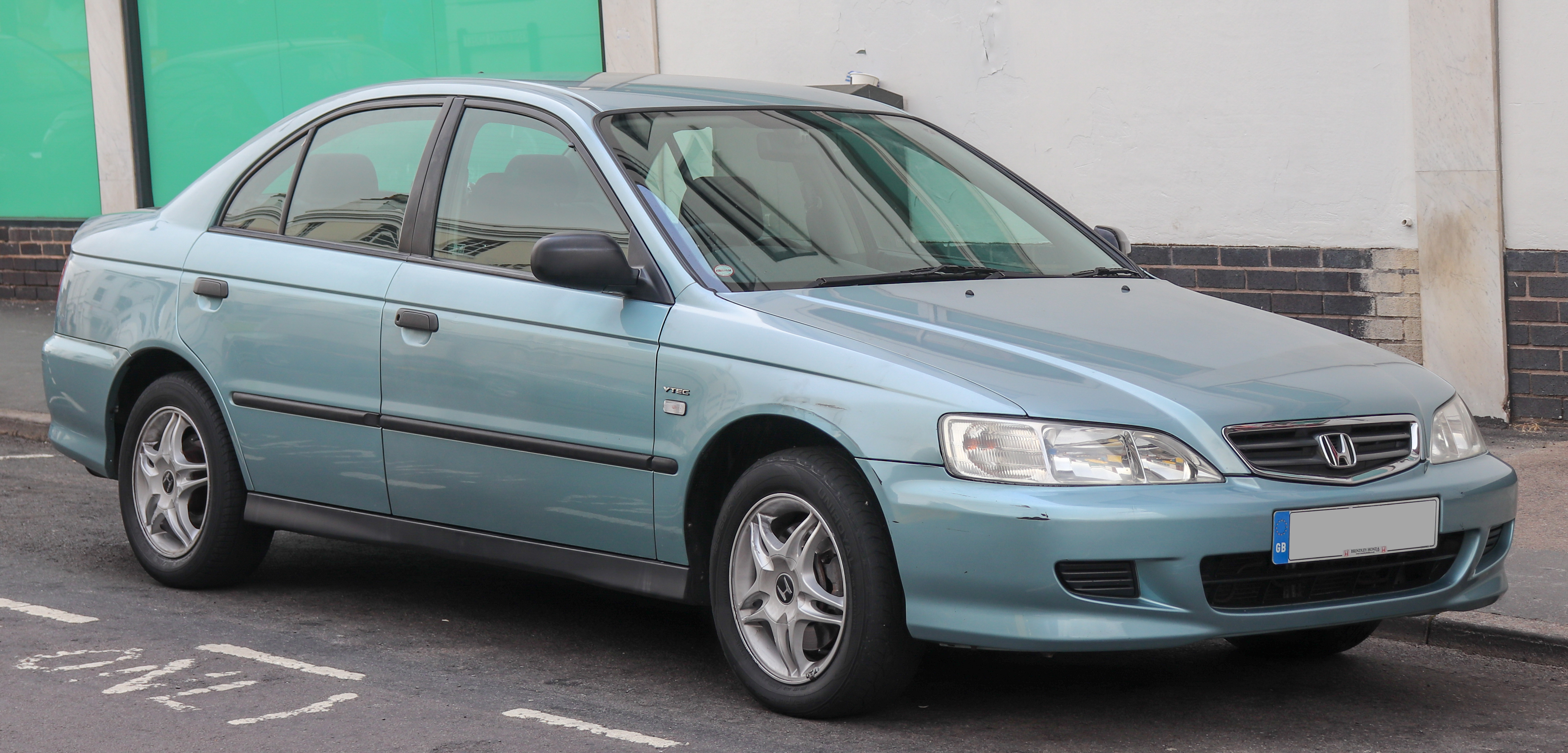
Honda Accord (Európa)

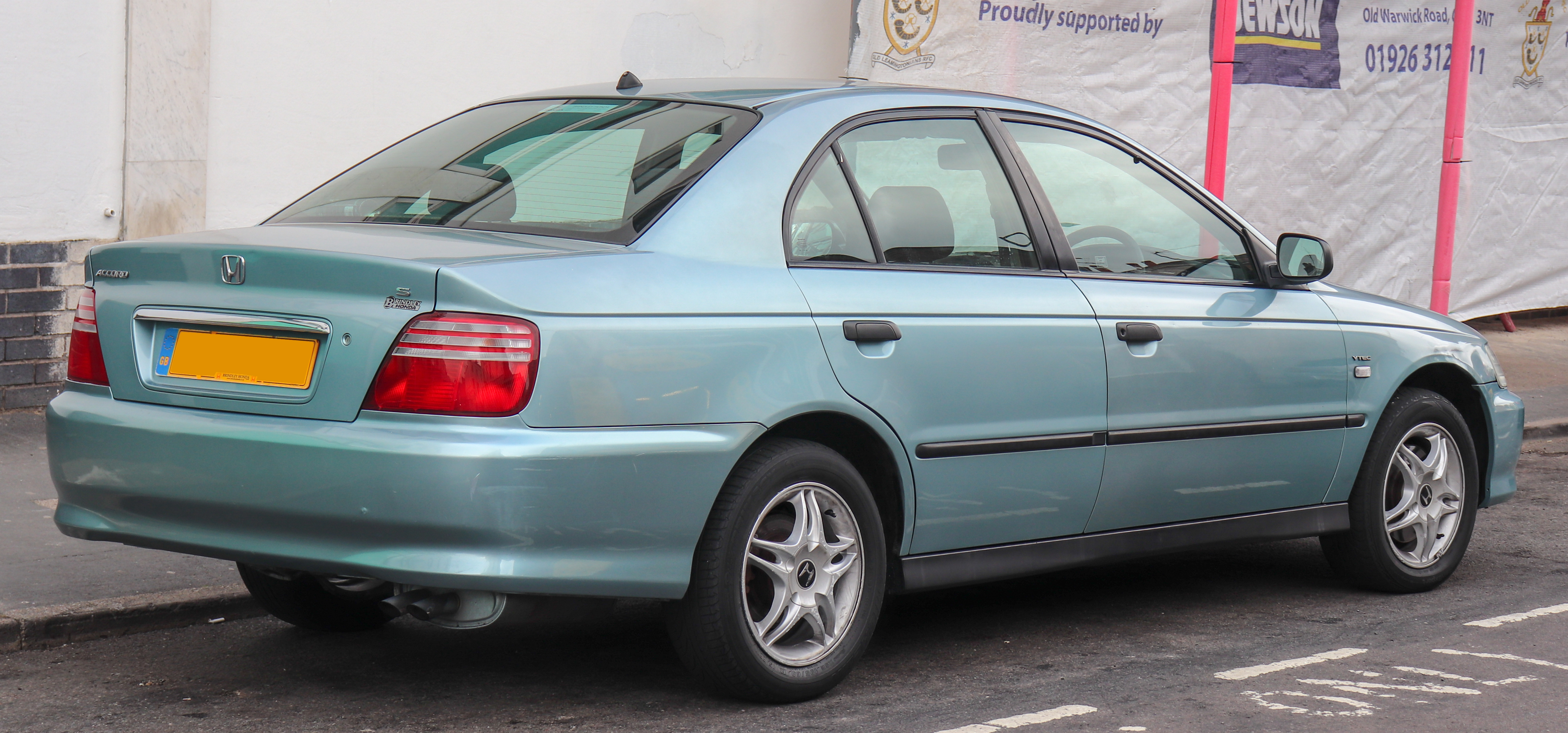
Honda Accord (Európa)

Az 1998–2002 közötti időszak a még nagyobbat és még jobbat égisze alatt telt. Az új karosszéria karcsúbb és letisztultabb lett, miközben a beltér megnőtt. A VTEC-rendszerű, 2,3 literes motor immár 150 lóerő teljesítményű. A hatodik generációban került először bevezetésre a sportos tulajdonságokat magáénak tudó Type-R változat is. 2,2 literes motorja 212 lóerő leadására volt képes, és ennek útra vitelében önzáró differenciálmű sietett a segítségére.

## A hetedik generáció (2002–2008)

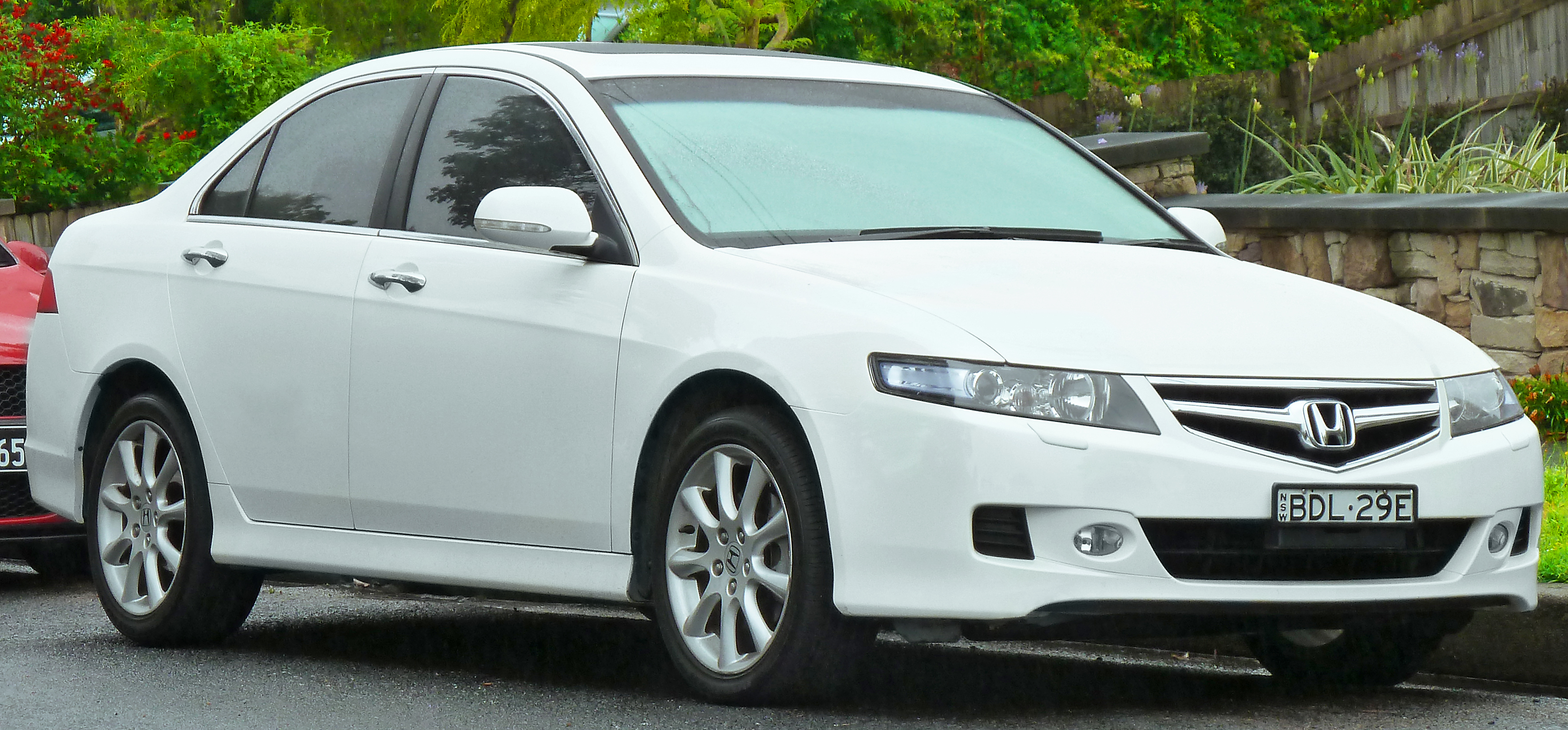
Hetedik generációs Accord (Japán és Európa)

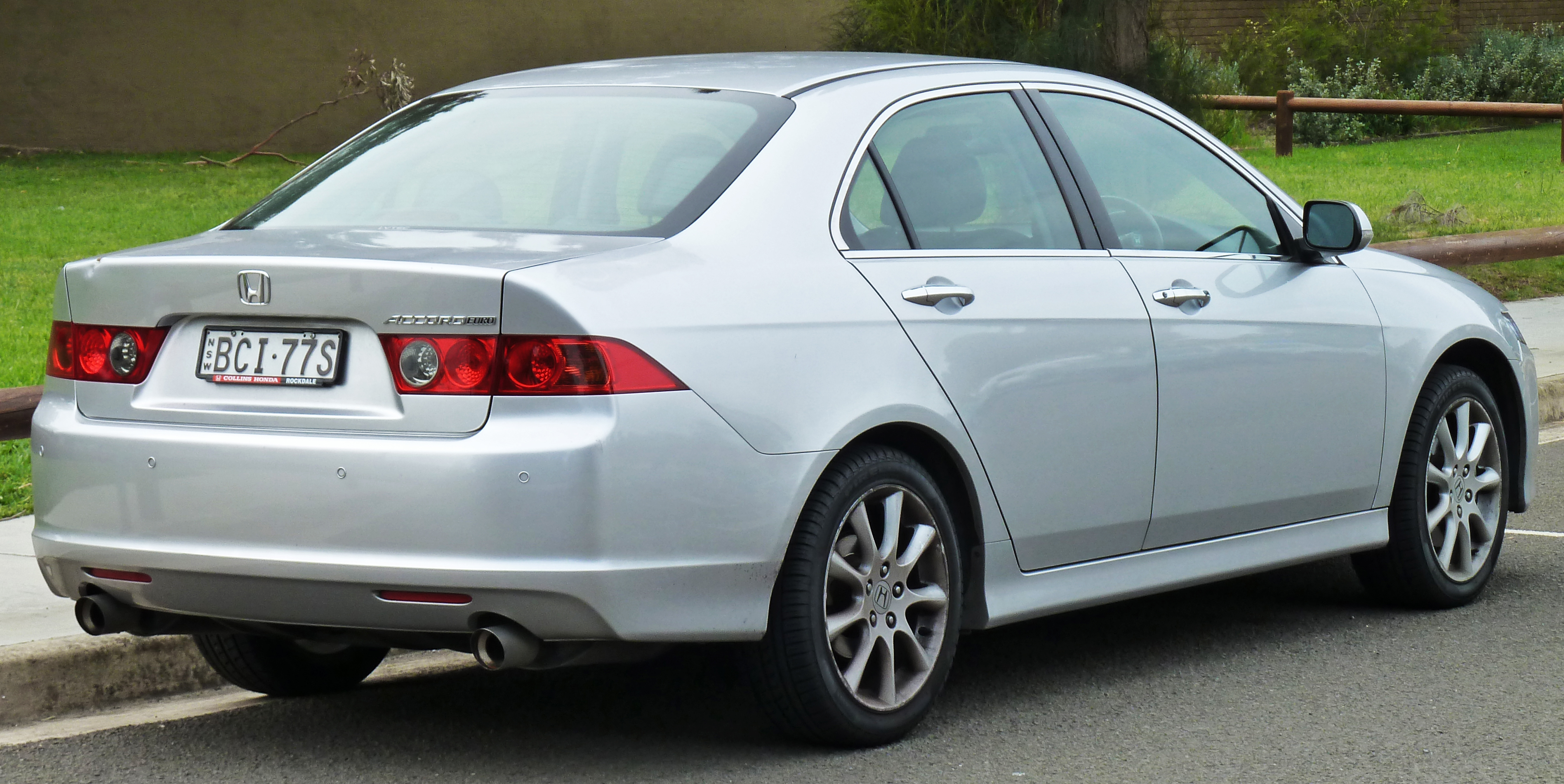
Seventh generation Accord (Japán és Európa)

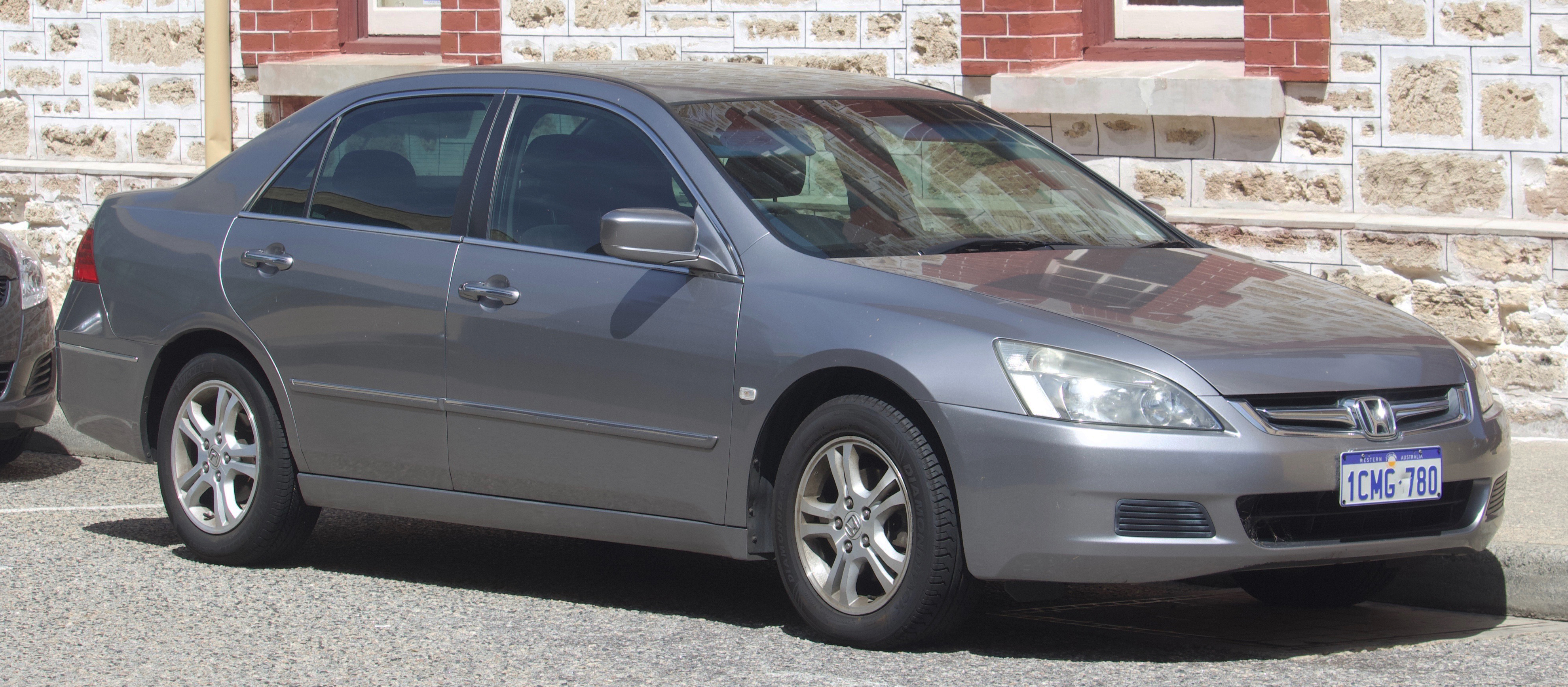
Honda Accord (Ausztrália)

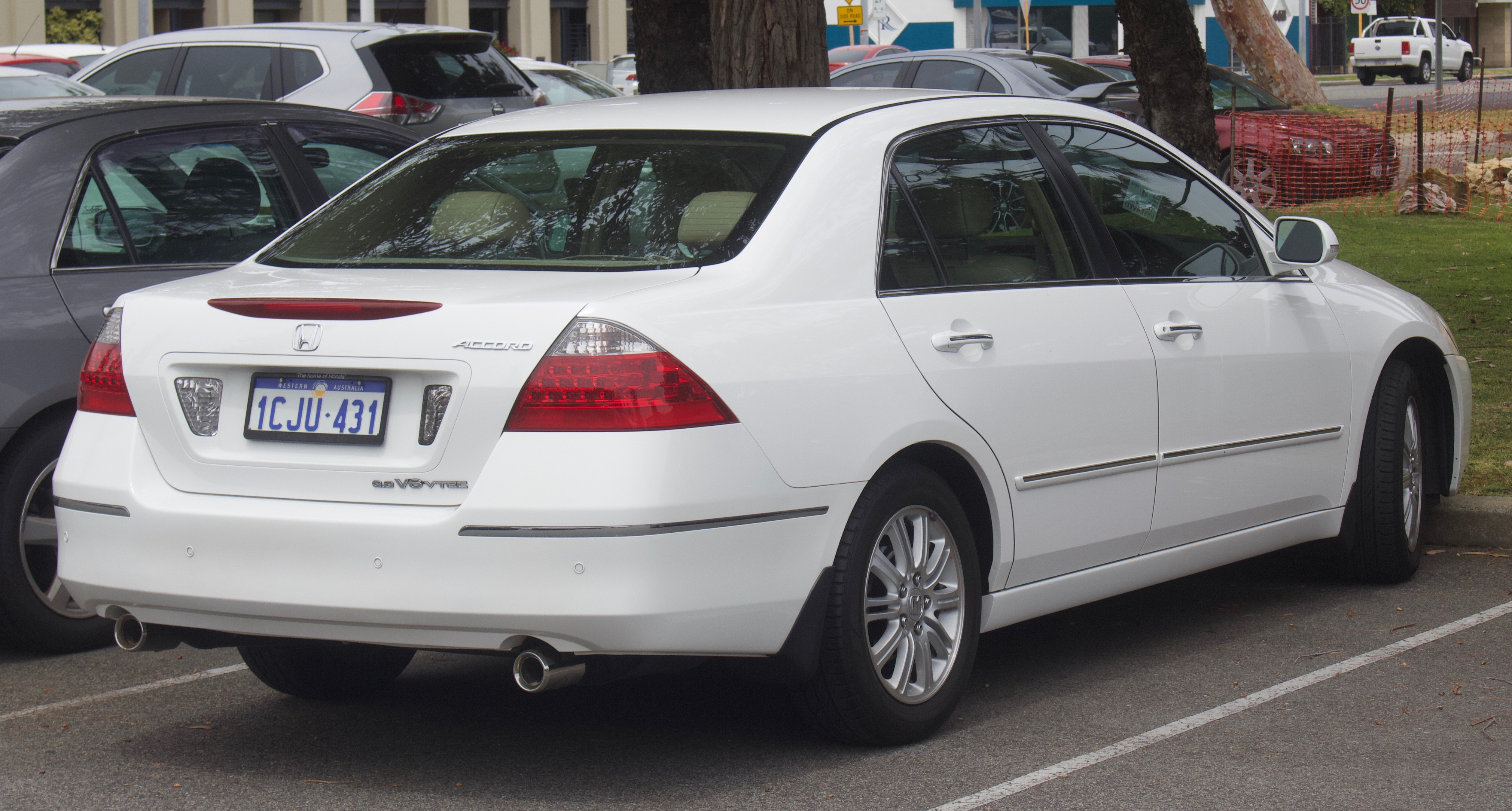
Honda Accord (Ausztrália)

A 2002-es verzió immáron a hetedik generáció az Accordok sorában. Formája, vonalvezetése radikálisan más, mint az elődjéé. A Honda igazából ezzel az autóval közelítette meg először a prémium-kategóriát. Ehhez a modellhez fűződik a gyár első saját fejlesztésű dízelmotorjának bevezetése is, mellyel több díjat és neves elismeréseket is magáénak tudhat. A kombi karosszériaváltozat meredek ötödik ajtaja miatt mintha dacolna az aktuális trenddel, de ennek ellenére – vagy éppen ezért – rendkívül sikeres. A 2005-ös modellfrissítés során több aktív biztonsági berendezés is bekerült az Accordba: többek közül bekerült még a sávelhagyásra figyelmeztető rendszer, vagy a távolságtartó tempomat.

## A nyolcadik generáció (2008–2012)

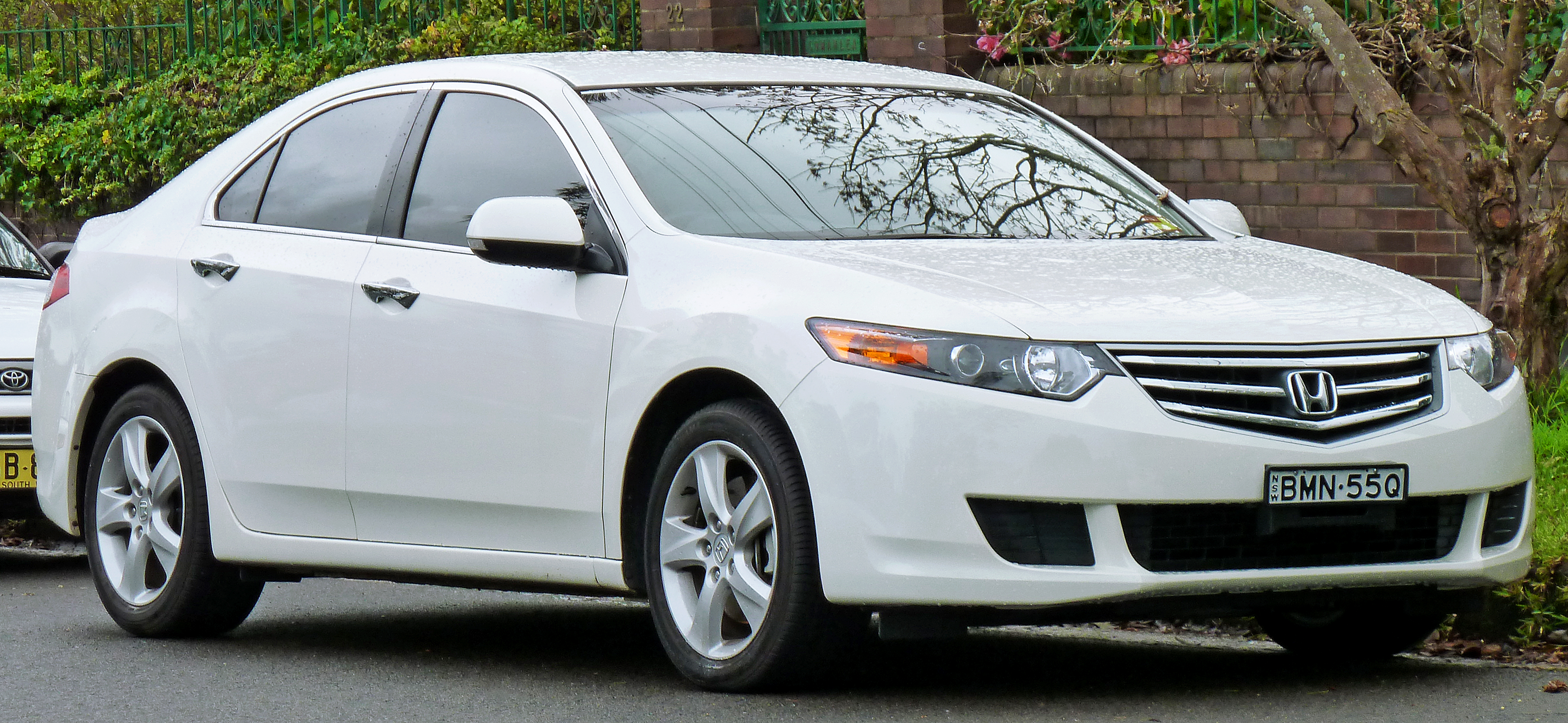
Nyolcadik generációs Accord (Japán és Európa)

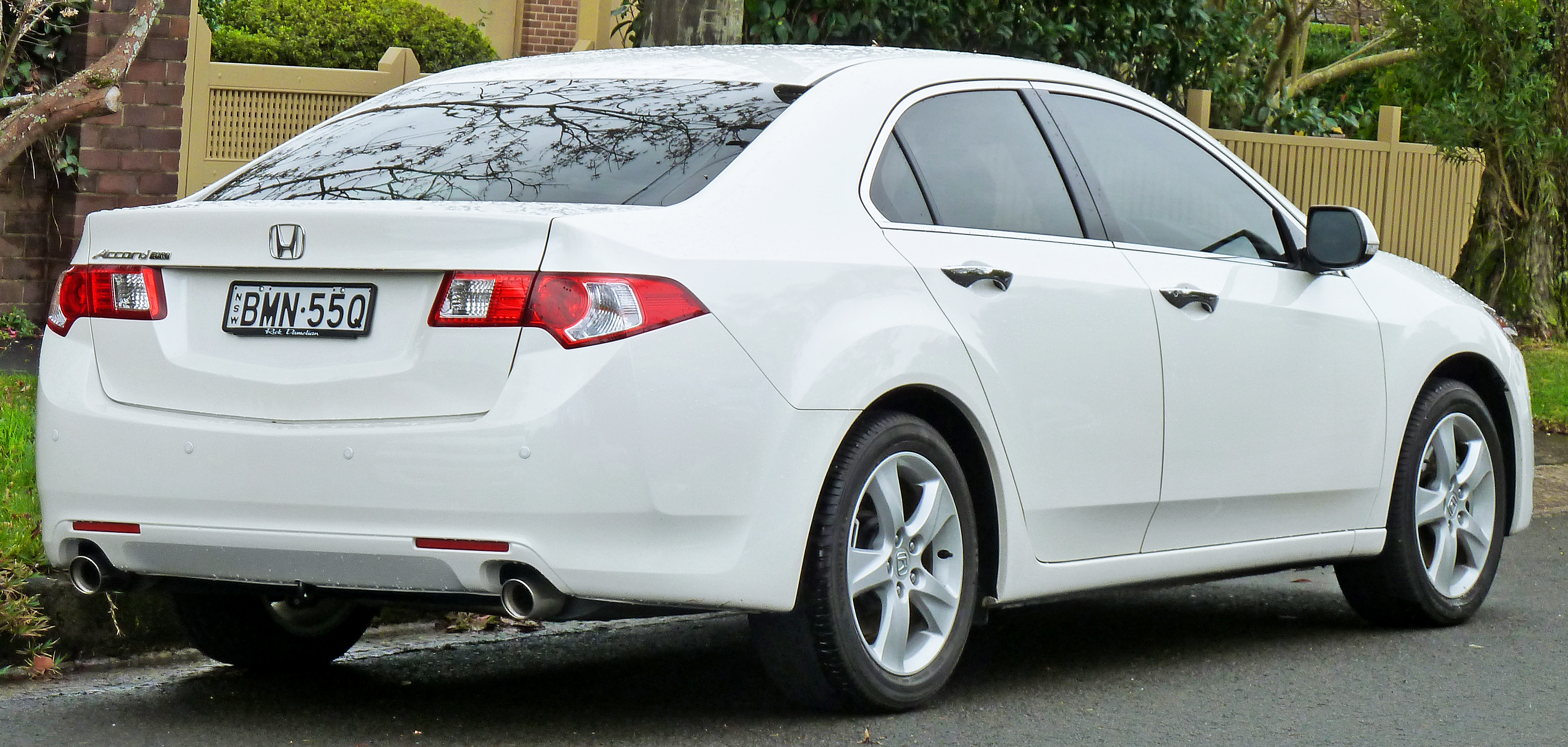
Nyolcadik generációs Accord (Japán and Európa)

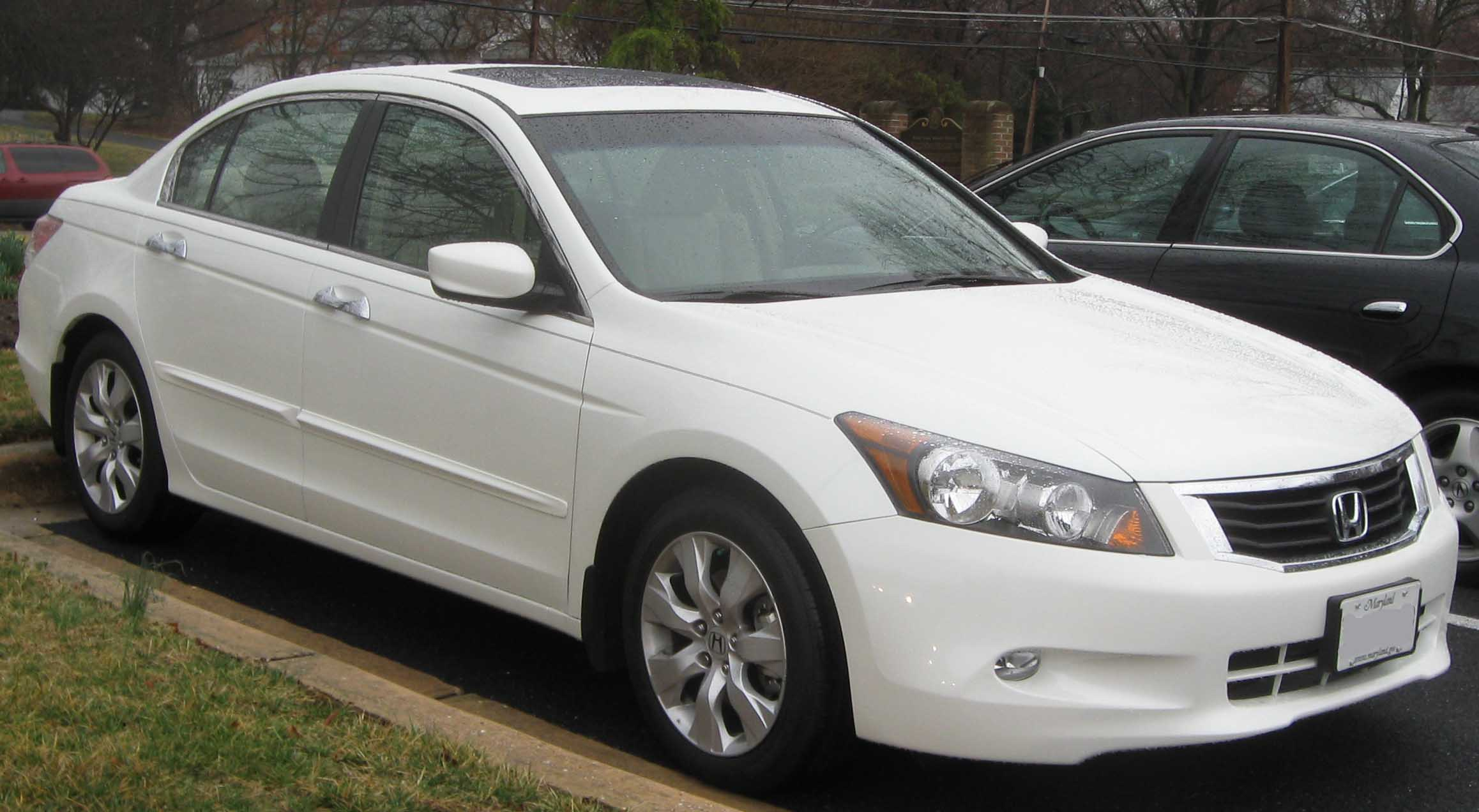
Nyolcadik generációs Accord (USA)

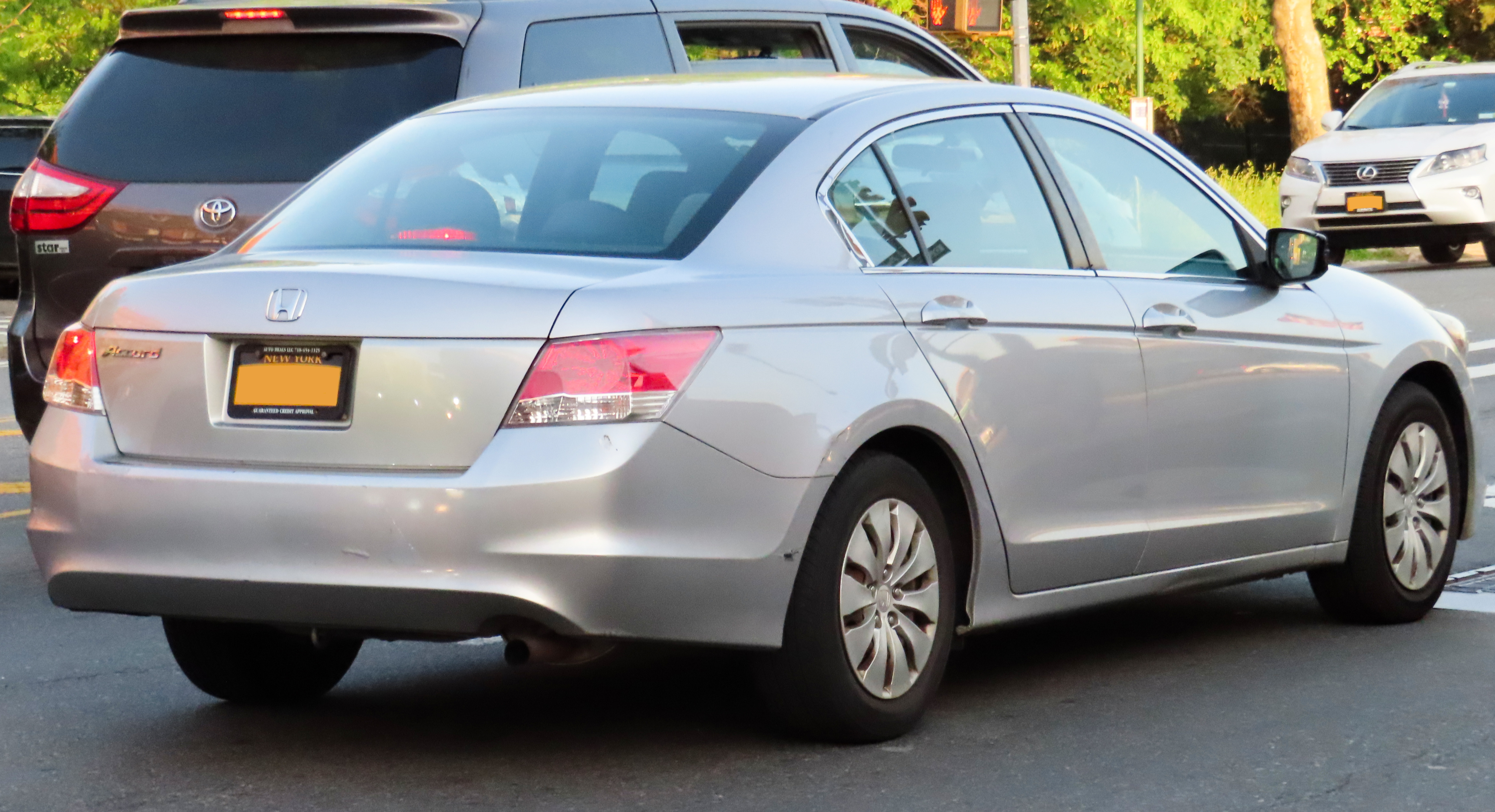
Nyolcadik generációs Accord (USA)

A nyolcadik generáció elsősorban az utasterében jelent előrelépést. A belső formaterve, a felhasznált anyagok és az összeszerelés a legmagasabb igényeknek is megfelel. A Honda környezetvédelem iránti elkötelezettségét a 2009-ben életbe lépő Euro5 károsanyag-kibocsátási határértékét teljesítő motorok is jelzik. Mind a szedán, mind a 2008 őszén megjelent Tourer igazi egyéniség a saját szegmensében.

## A kilencedik generáció (2012–2017)

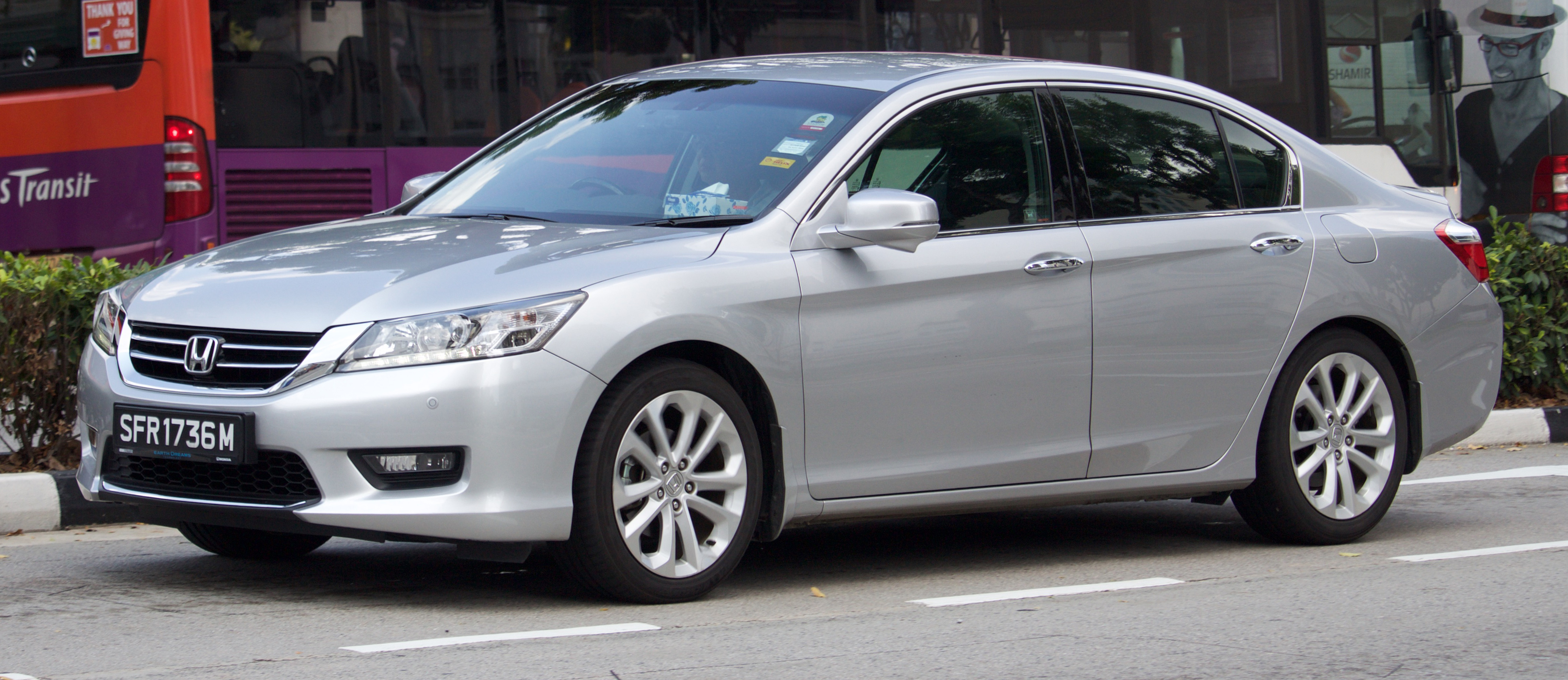
Kilencedik generációs Accord (2014 – elölről)

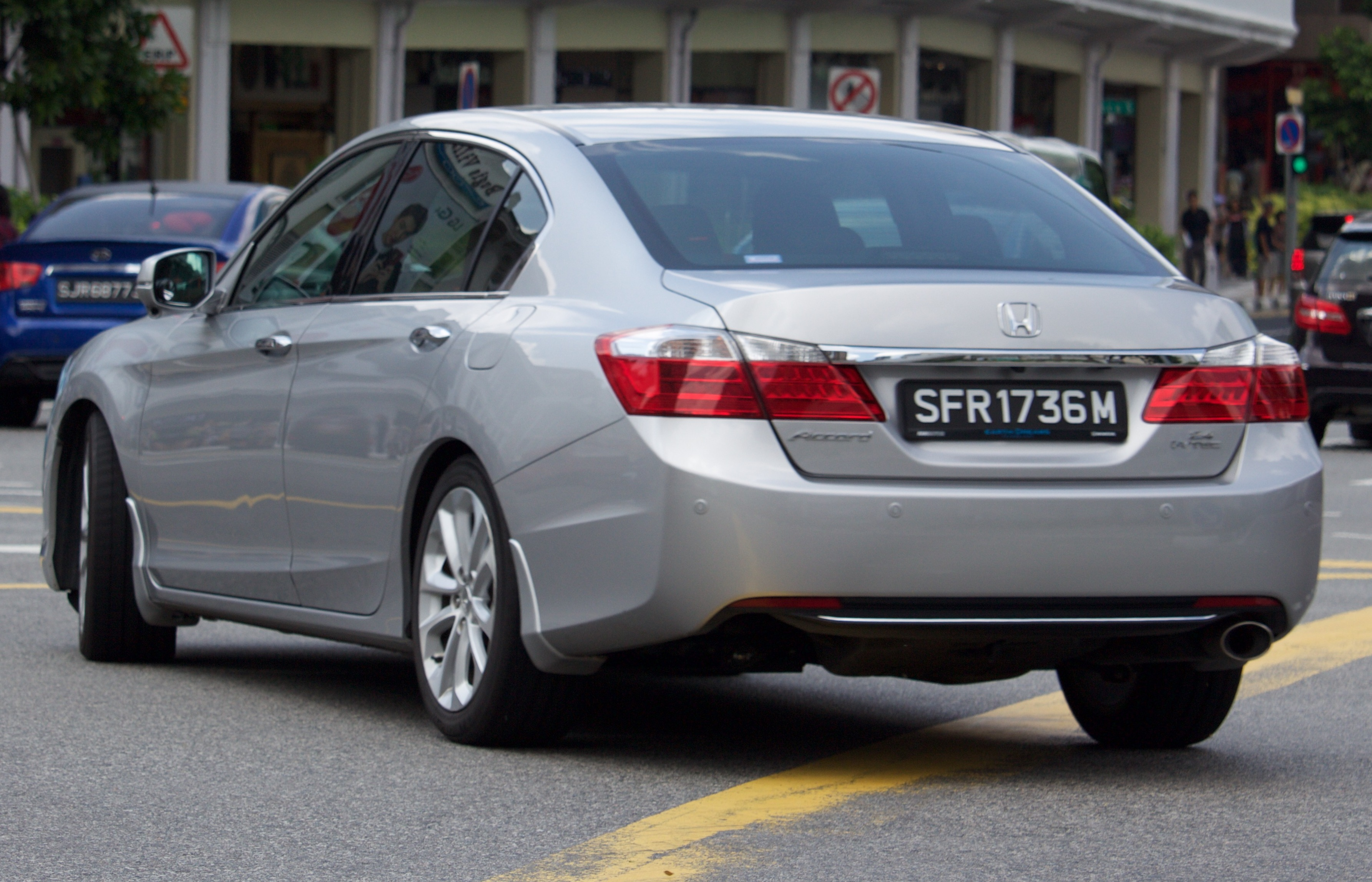
Kilencedik generációs Accord (2014 – hátulról)

A kilencedik generációs Honda Accord 2012-ben jelent meg, új elülső párkányt kapott, hűtőrácsot, elülső és hátulsó lámpákat és kerék szerkezetet a 2016-os modellen. 2015-től az egyetlen észak amerikai változatát gyártják, Hybrid változattal, ami átvette a vezetést a piacon.

## A tizedik generáció (2017–jelen)
2017 októberétől kezdték a gyártását Amerikában, négy ajtós szedánként és kupéként. Az újítások hátsó parkolási szenzort, laminált hátsóüveget, mágneses csappantyúkat, 6"-os HUD-ot (Head up display – kivetíti a képernyő tartalmát a "levegőbe"), 4 fokozatú ülésmagasság állítást és forgalom méretét elemző szenzort tartalmaznak.

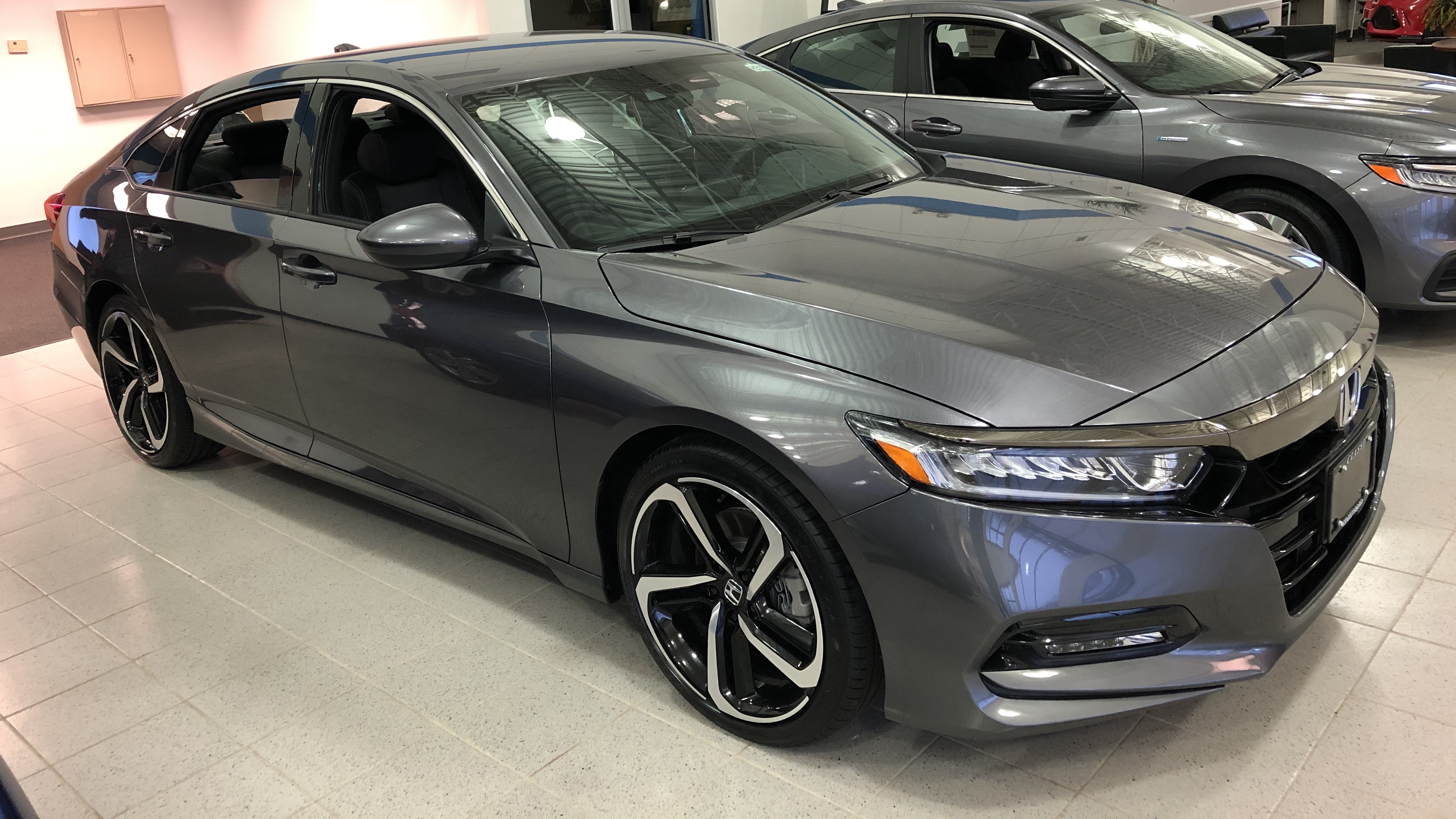
Tizedik generációs Accord (elölről)

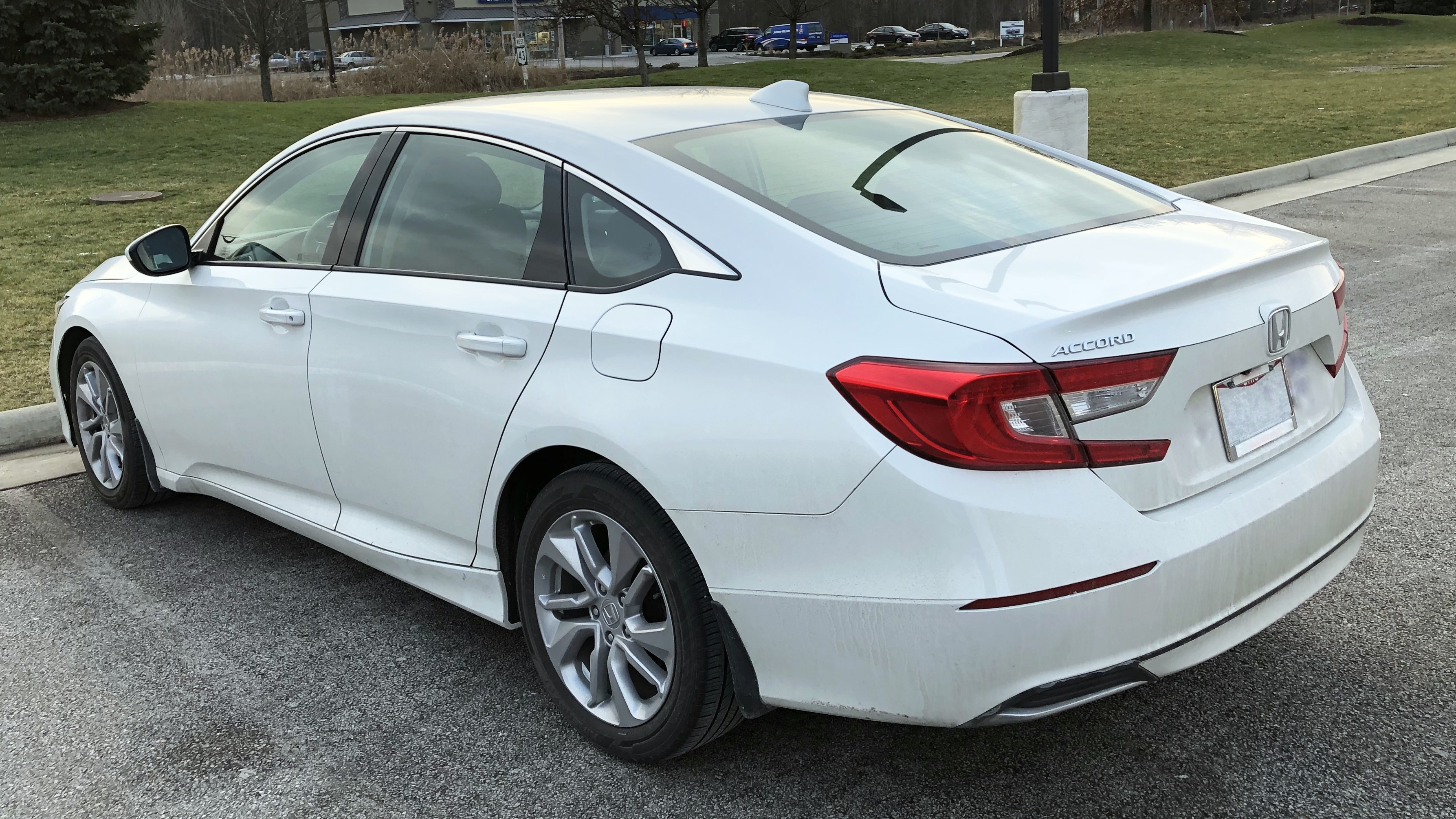
Tizedik generációs Accord (hátulról)

Van 1,5 literes 6 sebességes VTEC turbó motorral szerelt és 2 literes V6 motorral ami a Civic Type R motorjára van alapozva. Emellett 10 sebességes automata váltóval szerelt változat is elérhető.
A hibrid változat 2018 márciusától került gyártósorra. A súly csökkentése miatt alumínium vázzal van szerelve.